# Hilton Head Classic 1974
L'Hilton Head Classic 1974 è stato un torneo di tennis. È stata la 1ª edizione del torneo, che fa parte dei Tornei di tennis femminili indipendenti nel 1974. Si è giocato ad Hilton Head negli USA dal 25 al 31 ottobre 1974.

## Campionesse

### Singolare
Chris Evert ha battuto in finale  Virginia Wade con il punteggio di 6–1, 6–3

### Doppio
- Doppio non disputato